# 빌리루빈
빌리루빈(bilirubin)은 쓸개즙 색소를 이루는 등황색 또는 붉은 갈색의 물질이며 노화된 적혈구가 붕괴될 때 적혈구의 헤모글로빈이 분해되어 생성된다.
주로 황갈색을 띠며 간에서 생성되는 담즙의 구성 성분이 된다. 대변의 색상은 빌리루빈에 기인한다.
빌리루빈은 담석, 황달의 원인이 될 수 있다.

## 고빌리루빈 혈증
고빌리루빈 혈증(Hyperbilirubinemia)은 혈중 빌리루빈 수치가 높은 상태를 말한다. 담관의 폐쇄를 통한 폐쇄성 황달(obstructive jaundice)이 대표적인 증상이다.

## 같이 보기
- 바베시아증
- 담도폐쇄증
- 빌리루빈 다이글루쿠로나이드
- 빌리베르딘
- 원발 쓸개관 간경화
- 원발 경화 쓸개관염